# Russula badia
Russula badia Quél., Assoc. Fr. Avancem. Sci. 9: 668 (1881).

## Descrizione della specie
Cappello
5-12 cm di diametro, da convesso ad appianato.
cuticolaprima viscida, poi asciutta, separabile solo al bordo, di colore bruno-porpora, a volte con macchie più chiare
marginedi colore più chiaro, con solchi radiali in tarda età
Lamelle
Fitte, fragili, colore crema, poi ocracee, con il filo a volte più chiaro e con sfumature rossastre verso il margine.
Gambo
Biancastro, a volte con chiazze rosee, leggermente allargato alla base, lievemente rugoso.
Carne
Bianca, immutabile.
- Odore: di legno di cedro sotto le lamelle.
- Sapore: inizialmente mite, poi lentamente acre e infine bruciante.

Spore
Ocra chiaro in massa.

## Habitat
Fruttifica nei boschi di conifere, su terreno sabbioso.

## Commestibilità
Tossico.

## Specie simili
Può confondersi con altre Russule rosse che ne condividono l'habitat:
- Russula paludosa
- Russula viscida

## Etimologia
Dal latino badius = di colore baio, ovvero bruno-rossiccio.

## Sinonimi e binomi obsoleti
- Russula friesii Bres., Iconographia Mycologica: tab. 448 (1929)